# لا تقتله (فلم 2016)
لا تقتله (بالإنجليزية: Don't Kill It) هو فيلم رعب كوميدي تم إنتاجه في الولايات المتحدة، صدر سنة 2016، من بطولة دولف لندجرين وكريستينا كيلبي.

## القصة
عندما يتحرر شيطان قديم في بلدة (تشيكوري كريك) قليلة التعداد بالمسيسبي، يصبح أمل سكانها الوحيد في النجاة بين أيادي صائد الشياطين العجوز الأشهب (جبيدياه وودلي) وشريكه العميل الفيدرالي (إيفيلين بيارس).

## روابط خارجية
- مقالات تستعمل روابط فنية بلا صلة مع ويكي بيانات

لا توجد روابط لمواقع التواصل الاجتماعي.